# 情報公開
情報公開（じょうほうこうかい）とは、国などの公的機関が、情報の自由に基づき、業務上の記録等を開示することである。

## 情報公開の理念
情報公開には政治や行政における決定プロセスが不透明だと、非効率な事例や不公正な事例が生じるおそれがあるため、誰がどのような根拠で決定を行ったか国民やマスコミが監視することができるようにして透明性を高めるという目的がある。
国民の知る権利が存在する一方で、文書を公開することにより、プライバシーの侵害が引き起こされる恐れもある。公文書を扱うアーキビストは情報公開する前に、情報の内容が公開に相応しいものであるかを審査する義務がある。また、文書の内容が国家機密や国家安全に関わるものについては、慎重にならざるを得ない。

## 各国の情報公開制度

### スウェーデン
情報公開制度の先駆けとなったのはスウェーデンとされている。スウェーデンでは民主主義の確立よりも情報公開制度の発達のほうが早く、1776年の出版自由法で検閲の禁止とあわせて民衆の請求による公文書の公開の制度が定められた。

### 日本
日本で情報公開法（行政機関の保有する情報の公開に関する法律）が制定されたのは2001年のことである。
そもそも情報公開の観念がなかったため、日本政府の各官庁で作成された公式文書を保管する国立公文書館ができたのも1971年である。日本初の公文書館は1959年の山口県文書館であるが、情報公開のためではなく歴史資料の保存目的で設立されている。一般的に、公文書館は古文書など純粋に歴史的価値の高い資料を保存する「書類の博物館」的な役目と、県政などの重要な公文書を保管する「書類の金庫」的な役目を持つ。
1988年（昭和63年）に公文書館法が施行され、日本国政府や地方公共団体に対して、公文書の保存と一般公開の義務があることが明文化された。しかし四半世紀以上経った2016年（平成28年）現在も、まだ都道府県の半分程度しか公文書館が設立されていない。近年は、頻繁に平成の大合併が行われていることから、公文書の移管や管理予算について意見の一致を見ず、合併前にあった公文書室が、存亡の危機に遭うこともある。
裁判所及び国会が保有する、情報の公開請求に関する法律はない。ただし、裁判所については、対審と判決が公開されている（日本国憲法第82条1項、裁判所法70条参照）。民事訴訟記録について民事訴訟法第91条第1項で何人も民事訴訟記録の閲覧を請求することが可能であり、同法第92条第1項により閲覧制限の決定がなされない限りは閲覧することができ、民事裁判の記録保存については事件記録等保存規程（昭和39年12月12日最高裁判所規程第8号）で規定されている。刑事訴訟記録については刑事訴訟法第53条第1項で「何人も、被告事件の終結後、訴訟記録を閲覧することができる。但し、訴訟記録の保存又は裁判所若しくは検察庁の事務に支障のあるときは、この限りでない」と規定され、確定判決となった刑事裁判の記録保存については刑事確定訴訟記録法で規定されている。
また、司法行政文書については「最高裁判所の保有する司法行政文書の開示等に関する事務の取扱要綱」により、開示を求めることができる。また、国会については本会議・委員会の公開と、議事録の公表が定められている（憲法57条、国会法62条・63条参照）。
なお国会のうち、衆議院及び参議院の事務局については、それぞれ「衆議院事務局の保有する議院行政文書の開示等に関する事務取扱規程」「参議院事務局の保有する事務局文書の開示に関する事務取扱規程」が定められているが、最高裁判所の情報公開制度の運用と同様に、開示決定の法的性質の不明確さ、開示決定による資料の複写において、著作権侵害の恐れがある、などの問題点がある。
行政機関に準じる組織である独立行政法人などの情報開示については、独立行政法人情報公開法がある。
歴史的価値の高い資料として保管しているが閲覧を禁止するため、壬申戸籍のように行政文書に該当しない扱いとしている文章もある。

## 関連文献
- 日下部聡『武器としての情報公開　─権力の「手の内」を見抜く』筑摩書房〈ちくま新書1366〉、2018年11月5日。ISBN 978-4-480-07184-2。
- 瀬畑源『公文書管理と民主主義　なぜ，公文書は残されなければならないのか』岩波書店〈岩波ブックレット No.1000〉、2019年5月8日。ISBN 9784002710006。
- 瀬畑源『国家と記録　政府はなぜ公文書を隠すのか？』集英社〈集英社新書0996〉、2019年10月17日。ISBN 978-4087210965。